# Question 7
Pour plus de détails, voir Fiche technique et Distribution.
Question 7 est un film américain réalisé par Stuart Rosenberg, sorti en 1961.

## Fiche technique
- Titre : Question 7
- Réalisation : Stuart Rosenberg
- Scénario : Allan Sloane
- Musique : Hans-Martin Majewski
- Pays d'origine : États-Unis
- Format : Noir et blanc - 1,37:1 - Mono
- Genre : drame
- Date de sortie : 1961

## Distribution
- Michael Gwynn : Friedrich Gottfried
- Christian De Bresson : Peter Gottfried
- Almut Eggert : Anneliese Zingler
- Margaret Jahnen : Gerda Gottfried
- Erik Schumann : Rolf Starke
- Fritz Wepper : Heinz Dehmert
- Helmo Kindermann : Luedtke
- Stefan Schnabel
- Günter Meisner : Schmidt
- Reinhold Pasch